# مايكل ميرز
مايكل ميرز (بالإنجليزية: Michael Merz)‏ مواليد 1979، هو ملاكم محترف أمريكي. حقق بطولة المجلس العالمي للملاكمة وبطولة الاتحاد الدولي للملاكمة.

## المسيرة الاحترافية
من نزالاته:
- انتصر على فرناندو فارغاس بالضربة القاضية (18-09-2010).
- انتصر على أوكتاي أركال بالضربة الفنية القاضية (21-11-2009).

## روابط خارجية
- مايكل ميرز على موقع بوكس ريك (الإنجليزية) (registration required)